# 캐런 카야
캐런 케이(Caren Kaye, 영어 발음: /keɪ/, 1951년 3월 12일 ~ )는 미국의 배우이다.
뉴욕에서 태어났다.

## 출연 작품
- 펌프킨헤드 2 (1994년)
- 멜리딕션: 저주받은 쾌락 (1990)
- 틴 위치 (1989년) - 마가렛 밀러 역
- 여름 캠프 (1985년)
- 마이 튜터 (1983년)
- 암살 지령 (1980년)
- 미스터 굿바를 찾아서 (1977년)

### 텔레비전
- 호텔 - 시리즈 (1983년)
- 달리는 사이먼 (1981년)
- 사랑의 유람선 (1977년)